# Phillipston (Massachusetts)
Pour les articles homonymes, voir Phillipston.
Phillipston est une ville du Comté de Worcester dans l’État du Massachusetts.
Elle a été incorporée en 1786.
Sa population était de 1 724 habitants en 2020.